# Liste der Kulturdenkmale in Radibor
In der Liste der Kulturdenkmale in Radibor sind die Kulturdenkmale der sächsischen Gemeinde Radibor verzeichnet, die bis September 2024 vom Landesamt für Denkmalpflege Sachsen erfasst wurden (ohne archäologische Kulturdenkmale). Die Anmerkungen sind zu beachten.
Diese Liste ist eine Teilliste der Liste der Kulturdenkmale im Landkreis Bautzen.

## Radibor
| Bild                                    | Bezeichnung                                                                              | Lage | Datierung | Beschreibung | ID       |
| --------------------------------------- | ---------------------------------------------------------------------------------------- | --- | --- | --- | -------- |
|                                         | Mord- und Sühnekreuz                                                                     | (Ortsausgang Richtung Bornitz, auf dem Feld) (Karte)                                                              | 15.–17. Jahrhundert | Ortsgeschichtlich von Bedeutung | 09253169 |
| Direkt Bild zu diesem Denkmal hochladen | Bildstock                                                                                | (Flurstück 56) (Karte)                                                                                            | 1811 aufgestellt | Bestehend aus schlichter klassizistischer Säule und Tabernakel mit Reliefs sowie Bekrönung durch kleines lateinisches Kreuz, ortsbildprägende und regionalgeschichtliche Bedeutung | 09306608 |
| Weitere Bilder                          | Rittergut und Gutspark Radibor (Sachgesamtheit)                                          | Am Schloß 1, 2, 3, 4, 5, 6 (Dorfplatz 30, 31; Am Kohlegraben 1; Brohnaer Weg 1; Alois-Andritzki-Straße 4) (Karte) | 1719 (Rittergut); 1. Hälfte 19. Jahrhundert (Gutsarbeiterhäuser Brohnaer Weg 1, Am Schloss 1 sowie Wohnhaus Am Kohlegraben 1); 2. Hälfte 19. Jahrhundert (zwei Gutsscheunen); um 1900 (Wohn- und Wirtschaftsgebäude Am Schloß 5/6 und südliches Stall-Scheunengebäude); um 1900 (Wohnhaus Am Schloß 2) | Sachgesamtheit Rittergut Radibor mit folgenden Einzeldenkmalen: Schloss (Am Schloss 3), zwei Pavillons und Reste der Einfriedungsmauer (siehe Obj. 09253156, Am Schloß 3), Gesindewohnhaus (Am Schloß 4, siehe Obj. 09253157), Torhaus (siehe Obj. 09253164, Dorfplatz 30, 31), Gutspark mit Schlossteich (Gartendenkmal) und folgenden Sachgesamtheitsteilen: östliches Wohn- und Wirtschaftsgebäude (Am Schloß 5, 6), daneben stehende Scheune, westliche Scheune mit angebauten Stallgebäuden und nordwestlicher Anbau am Gesindewohnhaus des südwestlichen Wirtschaftshofes und südliches Stall-Scheunengebäude des südwestlichen Wirtschaftshofes (ohne Anbauten auf Nordseite, Alois-Andritzki-Straße 4) sowie nordöstliches Wohngebäude (Am Kohlegraben 1), zwei Gutsarbeiterhäuser (Brohnaer Weg 1, Am Schloss 1) und Wohnhaus (Am Schloss 2) des Schlossareals; baugeschichtlich, ortsgeschichtlich und wirtschaftsgeschichtlich von Bedeutung. Südliches Stall-Scheunengebäude des südwestlichen Wirtschaftshofes: im Erdgeschoss durchgängig in voller Länge des Gebäudes Stall mit Kappengewölben, im Obergeschoss Heuboden und Speicher. | 09304050 |
| Weitere Bilder                          | Schloss (Einzeldenkmal zu ID-Nr. 09304050)                                               | Am Schloß 3 (Karte)                                                                                               | 1709 | Einzeldenkmal der Sachgesamtheit Rittergut Radibor; Herrenhaus zweigeschossiger, massiver Bau mit griechisch gegiebeltem Mittelrisalit, Mansarddach mit Dachhäuschen, Portal mit toskanischen Pilastern, auf den Kapitellen sitzende Relieffiguren, im Torscheitel Wappen, Freitreppe, baugeschichtlich und ortsgeschichtlich von Bedeutung. Fenster im Erdgeschoss zugesetzt, Kartusche im Giebel, Front sieben Achsen, seitlich acht Achsen. | 09253156 |
|                                         | Zwei Pavillons (Einzeldenkmal zu ID-Nr. 09304050)                                        | Am Schloß 3 (Karte)                                                                                               | 1709 | Einzeldenkmale der Sachgesamtheit Rittergut Radibor | 09253156 |
| Direkt Bild zu diesem Denkmal hochladen | Reste der Einfriedungsmauer (Einzeldenkmal zu ID-Nr. 09304050)                           | Am Schloß 3 (Karte)                                                                                               | 1709 | Einzeldenkmal der Sachgesamtheit Rittergut Radibor | 09253156 |
| Direkt Bild zu diesem Denkmal hochladen | Gesindewohnhaus (Einzeldenkmal zu ID-Nr. 09304050)                                       | Am Schloß 4 (Karte)                                                                                               | Um 1850 | Einzeldenkmal der Sachgesamtheit Schloss Radibor; Obergeschoss zum Teil Fachwerk (ausgemauert), ältester bestehender Teil des Gutshofes, baugeschichtlich und ortsgeschichtlich von Bedeutung. Frontfenster Obergeschoss original, mit Winterfenstern, Granit-Türgewände. | 09253157 |
|                                         | Betkreuz                                                                                 | Bahnhof (Karte)                                                                                                   | 19. Jahrhundert | Kruzifix auf profiliertem Granitsockel, regionalgeschichtlich von Bedeutung | 09253179 |
|                                         | Betkreuz                                                                                 | Bahnhof (Richtung Schwarzadler) (Karte)                                                                           | Bezeichnet mit 1873 | Kruzifix auf profiliertem Granitsockel, regionalgeschichtlich von Bedeutung | 09253178 |
|                                         | Eisenbahnerwohnhaus                                                                      | Bahnhof 1 (Karte)                                                                                                 | Um 1905 | Weitgehend original erhaltenes Beispiel für kaiserzeitliche Eisenbahnarchitektur nach der Jahrhundertwende, eisenbahngeschichtlich von Bedeutung, kleines anderthalbgeschossiges Wohnhaus für Eisenbahnbeamte, Teil eines Ensembles, Giebel und obere Wandteile holzverziert, Segmentbogenfenster, Satteldach | 09253203 |
| Weitere Bilder                          | Empfangsgebäude des Bahnhofs Radibor                                                     | Bahnhof 2, 3 (Karte)                                                                                              | Um 1905 | Teil eines Ensembles, baugeschichtlich und eisenbahngeschichtlich von Bedeutung, zweieinhalbgeschossiger Hauptbau, eineinhalbgeschossiger Verbindungsbau und geringer aufragender Seitenbau, unregelmäßig in Grundriss und Dachlandschaft, überstehende Krüppelwalmdächer, Giebel und obere Wandteile verbrettert,Segmentbogenfensterteilweise im Fensterbereich verändert | 09253204 |
|                                         | Eisenbahnerwohnhaus                                                                      | Bahnhof 4 (Karte)                                                                                                 | Um 1905 | Teil eines weitgehend original erhaltenen kaiserzeitlichen Eisenbahn-Bauensembles, eisenbahngeschichtlich von Bedeutung, kleines eingeschossiges Wohnhaus mit Ausbau des Krüppelwalmdachs, Giebel und obere Wandteile verbrettert | 09253205 |
|                                         | Eisenbahnerwohnhaus                                                                      | Bahnhof 5 (Karte)                                                                                                 | Um 1905 | Teil eines weitgehend original erhaltenen Eisenbahn-Bauensembles der Kaiserzeit, eisenbahngeschichtlich von Bedeutung, kleines Wohnhaus aus Backstein, Giebel und obere Wandteile verbrettert, Giebelfenster ornamental bekrönt, weiter Satteldachüberstand, Fenster zum Teil stark verändert | 09253206 |
|                                         | Betkreuz                                                                                 | Dorfplatz (Karte)                                                                                                 | Bezeichnet mit 1855 | Kruzifix auf profiliertem Granitsockel, mit Widmungstafel, regionalgeschichtlich von Bedeutung | 09253163 |
| Weitere Bilder                          | Betkreuz mit Einfriedung                                                                 | Dorfplatz (Karte)                                                                                                 | 19. Jahrhundert | Aus Stein auf breitem Sockel, regionalgeschichtlich von Bedeutung | 09253162 |
| Direkt Bild zu diesem Denkmal hochladen | Betkreuz                                                                                 | Dorfplatz 5 (Karte)                                                                                               | Bezeichnet mit 1867 | Schmiedeeisernes Kruzifix auf profiliertem Granitsockel, mit Inschrift, regionalgeschichtlich von Bedeutung, Inschrift: „Gott zu Ehren“ und sorbischer Text | 09253161 |
| Direkt Bild zu diesem Denkmal hochladen | Wohnstallhaus                                                                            | Dorfplatz 19 (Karte)                                                                                              | 2. Hälfte 19. Jahrhundert | Obergeschoss Fachwerk, Giebel verbrettert, eines der wenigen weitgehend original erhaltenen Gebäude mit Holzkonstruktion in der Umgebung, baugeschichtlich von Bedeutung, Erdgeschoss Fenster verändert, im Obergeschoss gesprosst und in Originalgröße | 09253166 |
|                                         | Betkreuz                                                                                 | Dorfplatz 19 (bei) (Karte)                                                                                        | Bezeichnet mit 1884 | Regionalgeschichtlich von Bedeutung | 09253167 |
| Weitere Bilder                          | Torhaus (Einzeldenkmal zu ID-Nr. 09304050)                                               | Dorfplatz 30, 31 (Karte)                                                                                          | Kern 17. Jahrhundert | Einzeldenkmal der Sachgesamtheit Rittergut Radibor; zweigeschossiges, massives Haus mit großer gewölbter Tordurchfahrt, baugeschichtlich, ortsgeschichtlich und ortsbildprägend von Bedeutung, Sprossenfenster, Krüppelwalmdach | 09253164 |
| Weitere Bilder                          | Chor und Sakristei der alten katholischen Pfarrkirche sowie umlaufende Einfriedungsmauer | Dorfplatz 32 (Karte)                                                                                              | 15. Jahrhundert | Nur noch der dreiseitig geschlossenen Chor und Sakristei vorhanden, alle anderen Bauteile wurden 1896 nach Neubau an anderer Stelle abgebrochen, Erdgeschoss des ehemaligen Turmes ebenfalls erhalten, innen Holzstatue Maria (14. Jahrhundert) und Altarschrein (15. Jahrhundert), baugeschichtlich und ortsgeschichtlich von Bedeutung, Biberschwanzdeckung um die Grate herumgeführt. | 09253165 |
| Weitere Bilder                          | Neue katholische Pfarrkirche, Rosenkranzkirche                                           | Dr.-Maria-Grollmuß-Straße 1 (Karte)                                                                               | Bezeichnet mit 1895 (Grundstein) | Dreischiffige neoromanische Basilika mit halbrunder Apsis, mächtiger Turm mit Rautendach, Zyklopenmauerwerk, innen hölzerne Madonnenstatue 15. Jahrhundert, ansonsten zeitgenössische Ausstattung, baugeschichtlich und ortsgeschichtlich von Bedeutung, Buntverglasung, Rundbogenfries, stand bis 2011 irrtümlich unter Kirchweg 2 in der Denkmalliste | 09253158 |
|                                         | Sorbische Schule, davor Denkmal für Dr. Maria Grollmuß                                   | Dr.-Maria-Grollmuß-Straße 3 (Karte)                                                                               | 1927 | Putzbau mit Walmdach und Dachreiter, Freitreppe vor Haupteingang, Denkmal Stele mit Frauenbüste, baugeschichtlich und ortsgeschichtlich von Bedeutung, Sprossenfenster, Wetterfahne, Basis rustiziert, Eingangshäuschen mit geschwungenem Giebel | 09253159 |
|                                         | Betkreuz                                                                                 | Jakob-Lorenz-Zaleski-Straße 4 (bei) (Karte)                                                                       | Bezeichnet mit 1841 | Kruzifix auf profiliertem Granitsockel, regionalgeschichtlich von Bedeutung | 09253173 |
| Weitere Bilder                          | Kreuzkirche und Einfriedungsmauer                                                        | Jakob-Lorenz-Zaleski-Straße 7 (Karte)                                                                             | Anfänge 14. Jahrhundert | Putzbau mit eingezogenem Chor, umgeben von Strebepfeilern, Satteldach mit Dachreiter, baugeschichtlich und ortsgeschichtlich von Bedeutung, stand bis 2011 irrtümlich unter Lilienstraße in der Denkmalliste. Kath. Kreuzkirche (Lilienstraße/J.-L.-Zaleskistraße). Auf einem Friedhof stehende, schlichte Saalkirche. Kern aus dem 14. Jahrhundert 1887/88 erneuert, Putzbau mit eingezogenem Chor und 3/8-Schluss, umgeben von Strebepfeilern, die Westwand mit einem Mittelpfeiler, Satteldach mit Dachreiter. Der helle Innenraum mit flacher Putzdecke mit einfacher Kehlung, Triumphbogen. Im Westen Holzempore. | 09253168 |
|                                         | Betkreuz                                                                                 | bei Kirchweg 1 (Ecke Dr.-Maria-Grollmuß-Straße) (Karte)                                                           | 19. Jahrhundert | Kruzifix auf profiliertem Granitsockel, regionalgeschichtlich von Bedeutung | 09253160 |
|                                         | Betkreuz                                                                                 | Mühlhäuser 6 (bei) (Karte)                                                                                        | Bezeichnet mit 1884 | Kruzifix auf profiliertem Granitsockel, mit Reliefs, regionalgeschichtlich von Bedeutung | 09253176 |
| Direkt Bild zu diesem Denkmal hochladen | Wohnhaus und zwei Seitengebäude eines Dreiseithofes, mit Einfriedungsmauer               | Mühlhäuser 21 (Karte)                                                                                             | 2. Hälfte 19. Jahrhundert | Wohnhaus Putzbau mit zwei Rundbogenfenstern im Giebel und Satteldach, weitgehend im originalen Aussehen erhalten, die Siedlung „Mühlhäuser“ prägendes Ensemble, baugeschichtlich und wirtschaftsgeschichtlich von Bedeutung, Winterfenster, ursprünglich Schloss-Forsthaus | 09253177 |
| Weitere Bilder                          | Wegestein                                                                                | Unter den Eichen (Ecke Alois-Andritzki-Straße) (Karte)                                                            | 19. Jahrhundert | Verkehrsgeschichtlich von Bedeutung | 09253174 |
|                                         | Betkreuz                                                                                 | Windmühlenstraße 7 (bei) (Karte)                                                                                  | 19. Jahrhundert | Kruzifix auf profiliertem Granitsockel, regionalgeschichtlich von Bedeutung, bis 2011 irrtümlich unter Windmühle 7 (bei) in der Denkmalliste | 09253175 |

## Bornitz
| Bild                                    | Bezeichnung   | Lage                                   | Datierung           | Beschreibung | ID       |
| --------------------------------------- | ------------- | -------------------------------------- | ------------------- | --- | -------- |
| Weitere Bilder                          | Betkreuz      | (zwischen Radibor und Bornitz) (Karte) | Bezeichnet mit 1896 | Kruzifix auf profiliertem Granitsockel, regionalgeschichtlich von Bedeutung | 09253170 |
| Direkt Bild zu diesem Denkmal hochladen | Wohnstallhaus | Bornitz 26 (Karte)                     | Um 1800             | Obergeschoss Fachwerk, Giebel verschalt, mit Dachüberstand, einziges weitgehend original erhaltenes Fachwerkhaus im Ort, baugeschichtlich von Bedeutung, Fenster Originalgröße, Erdgeschoss verändert | 09253171 |
| Direkt Bild zu diesem Denkmal hochladen | Betkreuz      | Bornitz 26 (bei) (Karte)               | Bezeichnet mit 1818 | Kruzifix auf spindelförmigem Granitsockel, regionalgeschichtlich von Bedeutung | 09253172 |

## Brohna
| Bild                                    | Bezeichnung | Lage                                         | Datierung                 | Beschreibung                                                                              | ID       |
| --------------------------------------- | ----------- | -------------------------------------------- | ------------------------- | ----------------------------------------------------------------------------------------- | -------- |
|                                         | Wegestein   | (Richtung Neubrohna, Abzweig Brohna) (Karte) | 1. Hälfte 19. Jahrhundert | Verkehrsgeschichtlich von Bedeutung                                                       | 09253197 |
|                                         | Betkreuz    | (Ortsausgang Richtung Radibor) (Karte)       | Bezeichnet mit 1786       | Regionalhistorisch von Bedeutung, Kruzifix auf einfachem Granitsockel                     | 09253196 |
| Direkt Bild zu diesem Denkmal hochladen | Betkreuz    | Brohna 8 (vor) (Karte)                       | 19. Jahrhundert           | Regionalhistorisch von Bedeutung                                                          | 09306952 |
|                                         | Betkreuz    | Brohna 17 (vor) (Karte)                      | Bezeichnet mit 1888       | Regionalhistorisch von Bedeutung, Kruzifix auf profiliertem und reliefiertem Granitsockel | 09253194 |
|                                         | Betkreuz    | Brohna (Ortsmitte) (Karte)                   | Bezeichnet mit 1828       | Regionalhistorisch von Bedeutung, Kruzifix auf spindelförmigem Sockel                     | 09253195 |
| Direkt Bild zu diesem Denkmal hochladen | Milchrampe  | Dorfplatz (Karte)                            | Um 1950                   | Aus Bruchsteinen gemauert, von hohem Authentizitätsgrad und ortsgeschichtlicher Bedeutung | 09306996 |

## Camina
| Bild                                    | Bezeichnung                                   | Lage                                                      | Datierung                 | Beschreibung | ID       |
| --------------------------------------- | --------------------------------------------- | --------------------------------------------------------- | ------------------------- | --- | -------- |
| Direkt Bild zu diesem Denkmal hochladen | Granitsockelstein eines ehemaligen Kruzifixes | (Flurstück 181) (Karte)                                   | 2. Hälfte 19. Jahrhundert | Kreuzaufsatz fehlt, oben abgerundeter Stein ohne Beschriftung oder Gravur, regionalgeschichtlich von Bedeutung | 09306767 |
|                                         | Kreuzstein                                    | (Flurstück 70) (Karte)                                    | 1860                      | Granit, regelmäßig bearbeiteter plattiger Granitstein, oben bogenförmig abgeschlossen, an der nach Süden weisender Schauseite ein im Umriss vertieft ausgehauenes Johanniterkreuz, von regionalgeschichtlicher Bedeutung                                                           | 09306768 |
|                                         | Kreuzstein                                    | (Flurstück 70) (Karte)                                    | 14. Jahrhundert           | Granit, niedriger Block mit rechteckigem Querschnitt und abgeschrägter Kopfostseite, an Westseite eingekürztes Kreuz mit sich zur Kreuzung hin verjüngenden Kreuzbalken an Ostseite Ritzzeichnung eines linearen Kreuzes, schlecht sichtbar, von regionalgeschichtlicher Bedeutung | 09306769 |
| Direkt Bild zu diesem Denkmal hochladen | Betkreuz                                      | (Flurstück 185/1) (Karte)                                 | 19. Jahrhundert           | Schmiedeeisernes Kruzifix auf Sandsteinpostament (mit Inschrift MDCCCCX bezeichnet), regionalgeschichtlich bedeutend | 09306770 |
|                                         | Betkreuz                                      | (Ortsausgang Richtung Grünbusch) (Karte)                  | Bezeichnet mit 1892       | Kruzifix auf profiliertem Granitsockel, sorbische Inschrift, regionalgeschichtlich von Bedeutung | 09253189 |
|                                         | Wegestein                                     | (an der Straße von Luttowitz/Abzweig nach Camina) (Karte) | 19. Jahrhundert           | Verkehrsgeschichtlich von Bedeutung | 09253187 |
|                                         | Betkreuz                                      | Camina (Ortsmitte) (Karte)                                | Bezeichnet mit 1865       | Schmiedeeisernes Kruzifix auf profiliertem Granitsockel, mit Inschrift, regionalgeschichtlich von Bedeutung | 09253192 |
| Weitere Bilder                          | Betkreuz                                      | Camina (Ortsausgang Richtung Radibor) (Karte)             | Bezeichnet mit 1822       | Kruzifix auf profiliertem Granitsockel, regionalgeschichtlich von Bedeutung | 09253191 |

## Cölln
| Bild                                    | Bezeichnung                                                                                       | Lage                                                  | Datierung                    | Beschreibung | ID       |
| --------------------------------------- | ------------------------------------------------------------------------------------------------- | ----------------------------------------------------- | ---------------------------- | --- | -------- |
| Direkt Bild zu diesem Denkmal hochladen | Denkmalschutzgebiet Ortslage Cölln                                                                | Dorfaue (Karte)                                       |                              | Denkmalschutzgebiet Ortslage Cölln | 09300757 |
|                                         | Betkreuz                                                                                          | (am Ortsausgang, 500 m Richtung Schwarzadler) (Karte) | 19. Jahrhundert              | Regionalgeschichtlich von Bedeutung, Betkreuz auf Granitsockel, Kruzifix mit zwei weiteren Heiligen | 09253100 |
|                                         | Betkreuz                                                                                          | (zwischen Cölln und Galgenschänke) (Karte)            | 19. Jahrhundert              | Regionalgeschichtlich von Bedeutung, Kruzifix mit sorbischer Inschrift auf profiliertem Granitsockel | 09253099 |
|                                         | Wegestein                                                                                         | Dorfaue (der Haltestelle gegenüber) (Karte)           | 1. Hälfte 19. Jahrhundert    | Verkehrshistorisch von Bedeutung, Granit | 09253093 |
|                                         | Betkreuz                                                                                          | Dorfaue (bei der Haltestelle) (Karte)                 | Bezeichnet mit 1880          | Regionalgeschichtlich von Bedeutung, steinernes Betkreuz auf klassizistisch profiliertem Sockel, neben Christus zwei Figuren: Maria und vermutlich Johannes der Täufer, deutsche Inschrift wahrscheinlich Liedtext, renoviert 1973 | 09253092 |
| Direkt Bild zu diesem Denkmal hochladen | Scheune                                                                                           | Dorfaue 8 (Karte)                                     | Um 1850                      | Bruchsteinbau mit Durchfahrt, traufständig, von großer Wirkung auf den zentralen Anger, baugeschichtlich von Bedeutung | 09253090 |
|                                         | Betkreuz                                                                                          | Dorfaue 15 (bei) (Karte)                              | Bezeichnet mit 1809 (Sockel) | Regionalgeschichtlich von Bedeutung, Kruzifix auf spindelförmigem Granitsockel, sorbische Aufschrift: „Chrysće Kralo škituj nas tón a wšón čas!“ | 09253091 |
|                                         | Wohnstallhaus (Umgebinde)                                                                         | Dorfaue 19 (Karte)                                    | Um 1800                      | Weitgehend original erhaltenes einziges Gebäude dieser Holzkonstruktion im Ort, baugeschichtlich von Bedeutung, Umgebinde, sehr niedrig, ausgemauert mit großem Überstand des Obergeschosses, Fachwerk | 09253094 |
|                                         | Wohnhaus mit Oberlaube                                                                            | Dorfaue 20 (Karte)                                    | Um 1800                      | Obergeschoss Fachwerk verputzt, baugeschichtlich von Bedeutung, in offener Bebauung, alter Baukörper erhalten, Giebelstellung zum Dorfplatz, Fenster gesprosst und in originaler Größe, Biberschwanzdeckung | 09253097 |
| Weitere Bilder                          | Denkmal für die Gefallenen des Ersten Weltkrieges                                                 | Dorfaue 20 (bei) (Karte)                              | Bezeichnet mit 1920          | Ortsgeschichtlich von Bedeutung, Granitstele mit Inschrift und Eisernem Kreuz | 09253098 |
| Direkt Bild zu diesem Denkmal hochladen | Wohnhaus (nur vorderer Teil)                                                                      | Dorfaue 21 (Karte)                                    | Um 1800                      | Obergeschoss Fachwerk, eines der wenigen ursprünglich erhaltenen Gebäude im Ort, baugeschichtlich von Bedeutung, Dachüberstand, mit später ausgemauerten Streben, Fenster gesprosst und in originaler Größe | 09253095 |
|                                         | Seitengebäude                                                                                     | Dorfaue 23 (Karte)                                    | Um 1800                      | Obergeschoss Fachwerk, im Ort selten gewordene Holzkonstruktion, baugeschichtlich von Bedeutung, Erdgeschoss massiv, Granitgewände | 09253096 |
|                                         | Kugelhaus (Sachgesamtheit)                                                                        | Hoyerswerdaer Straße 7 (Karte)                        | 1932–1936                    | Sachgesamtheit Kugelhaus mit folgenden Einzeldenkmalen: Künstlervilla und Garteneinfriedung (siehe Obj. 09253085) sowie Villengarten (Gartendenkmal); künstlerisch und baugeschichtlich von Bedeutung, Gesamtkunstwerk Kugelhaus mit Garten | 09300740 |
|                                         | Künstlervilla und Garteneinfriedung (Einzeldenkmal zu ID-Nr. 09300740)                            | Hoyerswerdaer Straße 7 (Karte)                        | 1932–1936                    | Einzeldenkmale der Sachgesamtheit Kugelhaus; künstlerisch und baugeschichtlich von Bedeutung. Pittoresker Zentralbau mit vier Seiten-Turmansätzen, darüber Beton-Strahlenkranz und namengebendes Kugeldach, Architekt: Kurt Domschke (1889–1975), lernte bei Tessenow in Berlin, innen ebenfalls jedes Detail selbst gearbeitet – im Sinne der Idee des Gesamtkunstwerkes. | 09253085 |
| Direkt Bild zu diesem Denkmal hochladen | Wohnhaus                                                                                          | Hoyerswerdaer Straße 9 (Karte)                        | Kern 1870; nach 1948         | Künstlerisch und baugeschichtlich von Bedeutung, nach dem Zweiten Weltkrieg im Sinne der Formensprache der 1920er Jahre umgestaltete ehemalige Bäckerei, vielgestaltiges Dach, Sprossenfenster, Architekt: Kurt Domschke (1889–1975) | 09253087 |
| Direkt Bild zu diesem Denkmal hochladen | Villa Domschke (Sachgesamtheit)                                                                   | Hoyerswerdaer Straße 10 (Karte)                       | 1955                         | Sachgesamtheit Villa Domschke mit folgenden Einzeldenkmalen: Villa und Garteneinfriedung (siehe Obj. 09253086) sowie Villengarten (Gartendenkmal); künstlerisch und baugeschichtlich von Bedeutung, Gesamtkunstwerk Villa Domschke mit Garten | 09300741 |
|                                         | Villa und Garteneinfriedung (Einzeldenkmal zu ID-Nr. 09300741)                                    | Hoyerswerdaer Straße 10 (Karte)                       | 1955                         | Einzeldenkmale der Sachgesamtheit Villa Domschke; korrespondierend mit dem gegenüberliegenden Kugelhaus vom gleichen Architekten, künstlerisch und baugeschichtlich von Bedeutung. Villa auf rechteckigem Grundriss, mit dominantem Okulusgiebel, zum Teil pittoreske Formen, Garteneinfriedung mit kunstvollem Tor, Architekt: Kurt Domschke (1889–1975), lernte bei Tessenow in Berlin, innen ebenfalls jedes Detail selbst gearbeitet – im Sinne der Idee des Gesamtkunstwerkes. | 09253086 |
|                                         | Betkreuz                                                                                          | Hoyerswerdaer Straße 11 (gegenüber) (Karte)           | Bezeichnet mit 1794          | Regionalgeschichtlich von Bedeutung, spindelförmiger Granitsockel und schmiedeeisernes Kreuz mit goldgefasstem Christus | 09253088 |
| Direkt Bild zu diesem Denkmal hochladen | Ehemalige Bäckerei mit Bestandteilen der technischen Ausstattung                                  | Hoyerswerdaer Straße 26 (Karte)                       | Vor 1850, Anbau später       | Ortsgeschichtlich und technikgeschichtlich von Bedeutung. Gebäude mit weitgehend originalem und gutem Erhaltungszustand. Ebenfalls geschlossen erhaltenes Anwesen mit Nebengebäuden in Form eines Gehöftes. Zweigeschossiger Massivbau mit Krüppelwalmdach, Granitgewänden (überputzt), die von sonstigem Fassadenputz farbig abgesetzt sind, massiver straßenseitiger Eingangsvorbau, Granitpfeiler rechts und links der seitlichen Eingangstür, im Inneren noch Teile der ursprünglichen technischen Ausstattung erhalten (z. B. Backofen). Unterschutzstellung auf Anregung des Landratsamts Bautzen. | 09253210 |
|                                         | Wohnstallhaus und drei Seitengebäude sowie Toreinfahrt, Taubenhaus und Betkreuz eines Bauernhofes | Hoyerswerdaer Straße 29 (Karte)                       | Kern 19. Jahrhundert         | Große Einheitlichkeit, baugeschichtlich und ortsgeschichtlich und straßenbildprägend von Bedeutung | 09253089 |

## Droben
| Bild | Bezeichnung                                                             | Lage                    | Datierung | Beschreibung | ID       |
| ---- | ----------------------------------------------------------------------- | ----------------------- | --------- | --- | -------- |
|      | Sächsisch-Preußischer Grenzstein: Pilar Nr. 100 sowie vier Läufersteine | (Flurstück 501) (Karte) | Nach 1828 | Siehe auch Sachgesamtheitsdokument – Obj. 09305644; vermessungsgeschichtlich und landesgeschichtlich von Bedeutung als Zeitdokument der historischen Grenzziehung zwischen Sachsen und Preußen nach dem Wiener Kongress 1815. Pyramidenstumpf (Grundmaß 53 × 53 cm) aus Granit mit gegenüberliegend eingemeißelter Nummer 100 und Landeskürzel K.P./ K.S. direkt auf der Grenzlinie; zugehörig vier Läufersteine in unregelmäßigen Abständen auf der Grenzlinie. Reste der Farbfassung (gezackte Bordüren in den Landesfarben grün-weiß/schwarz-weiß) sind noch schemenhaft erkennbar. | 09305606 |

## Lippitsch
| Bild                                    | Bezeichnung                                                            | Lage                                                | Datierung                 | Beschreibung | ID       |
| --------------------------------------- | ---------------------------------------------------------------------- | --------------------------------------------------- | ------------------------- | --- | -------- |
|                                         | Sächsisch-Preußischer Grenzstein: Pilar Nr. 96 sowie 12 Läufersteine   | (Flurstück 1139) (Karte)                            | Nach 1828                 | Siehe auch Sachgesamtheitsdokument – Obj. 09305644; vermessungsgeschichtlich und landesgeschichtlich von Bedeutung als Zeitdokument der historischen Grenzziehung zwischen Sachsen und Preußen nach dem Wiener Kongress 1815. Pyramidenstumpf (Grundmaß 53 × 53 cm) aus Granit mit gegenüberliegend eingemeißelter Nummer 96 und Landeskürzel K.P./ K.S. direkt auf der Grenzlinie, zugehörig 12 Läufersteine in unregelmäßigen Abständen auf der Grenzlinie. Reste der Farbfassung (gezackte Bordüren in den jeweiligen Landesfarben KS – grün-weiß, KP – schwarz-weiß) sind erhalten.                                            | 09305597 |
|                                         | Sächsisch-Preußischer Grenzstein: Pilar Nr. 97 sowie vier Läufersteine | (Flurstück 1101) (Karte)                            | Nach 1828                 | Siehe auch Sachgesamtheitsdokument – Obj. 09305644; vermessungsgeschichtlich und landesgeschichtlich von Bedeutung als Zeitdokument der historischen Grenzziehung zwischen Sachsen und Preußen nach dem Wiener Kongress 1815. Pyramidenstumpf (Grundmaß 53 × 53 cm) aus Granit mit gegenüberliegend eingemeißelter Nummer 97 und Landeskürzel K.P./ K.S. direkt auf der Grenzlinie, zugehörig vier Läufersteine in unregelmäßigen Abständen auf der Grenzlinie. | 09305602 |
|                                         | Sächsisch-Preußischer Grenzstein: Pilar Nr. 98                         | (Flurstück 902/3) (Karte)                           | Nach 1828                 | Siehe auch Sachgesamtheitsdokument – Obj. 09305644; vermessungsgeschichtlich und landesgeschichtlich von Bedeutung als Zeitdokument der historischen Grenzziehung zwischen Sachsen und Preußen nach dem Wiener Kongress 1815. Pyramidenstumpf (Grundmaß 53 × 53 cm) aus Granit mit gegenüberliegend eingemeißelter Nummer 98 und Landeskürzel K.P./ K.S. direkt auf der Grenzlinie. | 09305603 |
| Direkt Bild zu diesem Denkmal hochladen | Rittergut und Gutspark Lippitsch (Sachgesamtheit)                      | Am Rittergut 1, 2, 3, 4, 5 (Mühlgasse 4, 6) (Karte) | 2. Hälfte 18. Jahrhundert | Sachgesamtheit Rittergut Lippitsch mit folgenden Einzeldenkmalen: Herrenhaus (Nr. 1) und Brunnenschale im Park (siehe Obj. 09253237, gleiche Anschrift), Gutspark (Gartendenkmal) sowie südliches Wirtschaftsgebäude (Nr. 3 – bestehend aus Scheune und Wohnteil, westliches Wirtschaftsgebäude (Nr. 5 – bestehend aus Scheune und Wohnteil), nordwestliche Scheune (Nr. 4), nordwestliches Wirtschaftsgebäude (Mühlgasse 4, 6 – heute Wohnhaus), nordöstliches Gutsverwalterhaus (Nr. 2) und Reste der Einfriedungsmauer als Sachgesamtheitsteile; baugeschichtlich, ortsgeschichtlich und wirtschaftsgeschichtlich von Bedeutung | 09304047 |
| Direkt Bild zu diesem Denkmal hochladen | Herrenhaus (Einzeldenkmal zu ID-Nr. 09304047)                          | Am Rittergut 1 (Karte)                              | 2. Hälfte 18. Jahrhundert | Einzeldenkmal der Sachgesamtheit Rittergut Lippitsch; Gebäude eineinhalbgeschossig, massiv, mit großen Fenstern (Winterfenster erhalten), mit prägendem Krüppelwalmdach und Freitreppe, baugeschichtlich, ortsgeschichtlich und wirtschaftsgeschichtlich von Bedeutung | 09253237 |
| Direkt Bild zu diesem Denkmal hochladen | Brunnenschale im Park (Einzeldenkmal zu ID-Nr. 09304047)               | Am Rittergut 1 (Karte)                              | 2. Hälfte 18. Jahrhundert | Einzeldenkmal der Sachgesamtheit Rittergut Lippitsch | 09253237 |

## Luppa
| Bild                                    | Bezeichnung                                                 | Lage                           | Datierung                 | Beschreibung | ID       |
| --------------------------------------- | ----------------------------------------------------------- | ------------------------------ | ------------------------- | --- | -------- |
|                                         | Denkmal für die Gefallenen des Ersten Weltkrieges           | Luppa (vor der Kirche) (Karte) | Nach 1918                 | Ortsgeschichtlich von Bedeutung | 09253202 |
| Weitere Bilder                          | Kirche Luppa                                                | Luppa (Karte)                  | 1879                      | Einfache Saalkirche mit quadratischem Westturm, gotisierender Bruchsteinbau, 3/8-Chorschluss und Satteldach, baugeschichtlich und ortsgeschichtlich von Bedeutung. Evangelische Pfarrkirche. Neugotischer Bruchsteinbau, Ende 19. Jahrhundert, mit 3/8-Chorschluss und Satteldach, quadratischer Westturm mit Helmdach. Heller, einschiffiger Innenraum über vier Joche mit Kreuzrippengewölbe, die filigranen Rippen ziegelfarben gefasst. Im Westen tiefe Orgelempore aus Holz. Eule-Orgel von 1880. | 09253201 |
| Direkt Bild zu diesem Denkmal hochladen | Herrenhaus des ehemaligen Rittergutes mit Einfriedungsmauer | Luppa 1a (Karte)               | 2. Hälfte 19. Jahrhundert | Baugeschichtlicher und ortsgeschichtlicher Zeugniswert, ortsbildprägende Bedeutung | 09304138 |

## Luppedubrau
| Bild | Bezeichnung | Lage                                 | Datierung       | Beschreibung                        | ID       |
| ---- | ----------- | ------------------------------------ | --------------- | ----------------------------------- | -------- |
|      | Wegestein   | (Ortsausgang Richtung Luppa) (Karte) | 19. Jahrhundert | Verkehrsgeschichtlich von Bedeutung | 09253200 |

## Luttowitz
| Bild                                    | Bezeichnung                 | Lage                     | Datierung       | Beschreibung | ID       |
| --------------------------------------- | --------------------------- | ------------------------ | --------------- | --- | -------- |
|                                         | Wegestein                   | (am Ortsausgang) (Karte) | 19. Jahrhundert | Verkehrsgeschichtlich von Bedeutung | 09253183 |
| Direkt Bild zu diesem Denkmal hochladen | Wohnstallhaus mit Oberlaube | Am Eiskeller 5 (Karte)   | Um 1800         | Obergeschoss und Giebel Fachwerk verbrettert, Dachüberstand, einziges im ursprünglichen Aussehen erhaltenes Wohnhaus mit Holzkonstruktion, baugeschichtlich von Bedeutung, Fenster in den Größen zum Teil verändert, Baukörper jedoch ursprünglich | 09253184 |

### Ehemaliges Denkmal (Luttowitz)
| Bild                                    | Bezeichnung                               | Lage                       | Datierung | Beschreibung | ID       |
| --------------------------------------- | ----------------------------------------- | -------------------------- | --------- | --- | -------- |
| Direkt Bild zu diesem Denkmal hochladen | Östliches Seitengebäude eines Bauernhofes | Radiborer Straße 3 (Karte) | Um 1850   | Mit Ausgedinge, Obergeschoss Fachwerk, Hofseite und Giebel verbrettert, Krüppelwalmdach, zusammen mit Haus Am Eiskeller 5 das einzige erhaltene Gebäude mit unveränderter Holzkonstruktion im Ort, baugeschichtlich und straßenbildprägend von Bedeutung. Zwischen 2017 und 2019 abgebrochen. | 09253207 |

## Merka
| Bild                                    | Bezeichnung                                  | Lage                        | Datierung                      | Beschreibung                                                                                                  | ID       |
| --------------------------------------- | -------------------------------------------- | --------------------------- | ------------------------------ | --- | -------- |
| Direkt Bild zu diesem Denkmal hochladen | Betkreuz                                     | Dorfstraße 11 (bei) (Karte) | Bezeichnet mit 1886            | Kruzifix auf profiliertem Granitsockel, regionalgeschichtlich von Bedeutung                                   | 09253185 |
|                                         | Östliches Wohnstallhaus und Scheune über Eck | Dorfstraße 12 (Karte)       | Türgewände bezeichnet mit 1800 | Beide Gebäude Obergeschoss Fachwerk verbrettert, baugeschichtlich von Bedeutung, Dach erneuert                | 09253208 |
|                                         | Wohnstallhaus eines Dreiseithofes            | Dorfstraße 14 (Karte)       | Um 1800                        | Obergeschoss Fachwerk, Giebel verbrettert, Frackdach, baugeschichtlich von Bedeutung, Fenster originale Größe | 09253186 |

## Milkel
| Bild                                    | Bezeichnung | Lage                                                              | Datierung | Beschreibung | ID       |
| --------------------------------------- | --- | ----------------------------------------------------------------- | --- | --- | -------- |
|                                         | Sächsisch-Preußischer Grenzstein: Pilar Nr. 95 sowie 19 Läufersteine                                                                                 | (Flurstück 2162) (Karte)                                          | Nach 1828 | Siehe auch Sachgesamtheitsdokument – Obj. 09305644; vermessungsgeschichtlich und landesgeschichtlich von Bedeutung als Zeitdokument der historischen Grenzziehung zwischen Sachsen und Preußen nach dem Wiener Kongress 1815. Pyramidenstumpf (Grundmaß 53 × 53 cm) aus Granit mit gegenüberliegend eingemeißelter Nummer 95 und Landeskürzel K.P./ K.S. direkt auf der Grenzlinie, zugehörig 19 Läufersteine in unregelmäßigen Abständen auf der Grenzlinie. Reste der Farbfassung (gezackte Bordüren in den jeweiligen Landesfarben KS – grün-weiß, KP – schwarz-weiß) sind erhalten.                               | 09305596 |
|                                         | Grabstätte von Einsiedel (Einzeldenkmal zu ID-Nr. 09303227)                                                                                          | (östlich von Milkel) (Karte)                                      | 1905 | Einzeldenkmal der Sachgesamtheit Rittergut Milkel; Gruftbau mit repräsentativer Eingangsfront mit Wappen und vorgelagerter dreistufiger Treppe, bau-, orts-, sozial- und kulturgeschichtlicher Wert. Eingang vorgezogen, Steinquadermauerwerk mit aufwändigem Wappen über geschweiftem Türbogen, profiliertes Traufgesims, auf dem Dach Kreuzaufsatz als Bekrönung Rundbau mit glattgeputzter Außenhaut, Stufen geschweift ansteigend. | 09253239 |
|                                         | Kreuzstein | (am Abzweig nach Droben) (Karte)                                  | 16./17. Jahrhundert | Mit eingehauenem Malteserkreuz, ortsgeschichtlich von Bedeutung | 09253236 |
|                                         | Steinkreuz | (am Abzweig nach Droben) (Karte)                                  | 15.–17. Jahrhundert | Nordostarm fehlt, ortsgeschichtlich von Bedeutung | 09253235 |
| Direkt Bild zu diesem Denkmal hochladen | Wohnhaus | Hauptstraße 17 (Karte)                                            | 18. Jahrhundert, später überformt                                                                                                   | Putzbau über T-förmigem Grundriss, Mansardwalmdach, womöglich ursprünglich zum Schlosskomplex gehörig, baugeschichtlich von Bedeutung | 09253225 |
| Direkt Bild zu diesem Denkmal hochladen | Torwächterhaus (Einzeldenkmal zu ID-Nr. 09303227) | Hauptstraße 18 (Karte)                                            | Um 1720, später überformt | Einzeldenkmal der Sachgesamtheit Rittergut Milkel; eingeschossiges Wohnhaus, Mansarddach mit Gaupen, Winterfenster, Schlagläden, fungierte als Torhaus zum Park von Schloss Milkel, in diesem Zusammenhang von elementarer Bedeutung, baugeschichtlich und ortsgeschichtlich von Bedeutung. Winterfenster, Schlagläden, zum größten Teil originale Fenster, Biberschwanzdeckung. | 09253987 |
|                                         | Pfarrhaus | Kirchstraße 6 (Karte)                                             | Um 1750 | Massives, zweigeschossiges Pfarrhaus mit steilem Walmdach, Resten von Putzgliederung und profiliertem Granitportal, ortsgeschichtlich von Bedeutung und weitgehend ursprünglich erhalten, alte Biberschwanzdeckung, Winterfenster | 09253227 |
|                                         | Einfriedungsmauer | Kirchstraße 6 (gegenüber) (Karte)                                 | 19. Jahrhundert | Feldsteinmauer, straßenbildprägend von Bedeutung | 09253230 |
| Weitere Bilder                          | Kirche mit Kirchhof und Einfriedung, Aufbahrungshäuschen (ehemaliges Grufthaus), Denkmal für die Gefallenen des Ersten Weltkrieges und vier Grabmale | Kirchstraße 8 (Karte)                                             | 1857 (Folgebau einer älteren Kirche); 19. Jahrhundert (Aufbahrungshalle); 17./18. Jahrhundert (Grabmal); nach 1918 (Kriegerdenkmal) | Neugotische Saalkirche, von Strebepfeilern umgebener Putzbau mit Rundbogenfenstern, eingezogener dreiseitig geschlossener Chor, Anbauten an Nord- und Ostseite, Satteldach, massiver quadratischer Westturm, baugeschichtlich und ortsgeschichtlich von Bedeutung. Kanzelaltar von 1686, Kriegerdenkmal 1. Weltkrieg: sich verjüngender, frei stehender Pfeiler mit Soldatenhelm. | 09253228 |
|                                         | Wohnhaus | Klixer Straße 7 (Karte)                                           | Um 1850 | Obergeschoss und Giebel Fachwerk, stattlicher Baukörper mit Krüppelwalmdach, baugeschichtlich und straßenbildprägend von Bedeutung, alte Biberschwanzdeckung, Fenster originale Größe, Fachwerk aufgebrettert, wahrscheinlich wärmegedämmt | 09253232 |
|                                         | Gräflich Einsiedelsche Beschlag-Schmiede | Klixer Straße 9a (Karte)                                          | Bezeichnet mit 1860 | Putzbau mit überstehendem Satteldach, schmalem Vorbau und rhythmisierenden Fenstern mit Rundbogenabschluss, Steinwappen über Tür, ortshistorisch von Bedeutung | 09253233 |
| Weitere Bilder                          | Rittergut und Gutspark Milkel (Sachgesamtheit) | Schloß Milkel 1, 1a, 1b (Zum Rittergut 2; Hauptstraße 18) (Karte) | 16. Jahrhundert (Rittergut); um 1720 (Umbau); Anfang 1840er Jahre (Gutspark)                                                        | Sachgesamtheit Rittergut Milkel mit folgenden Einzeldenkmalen: Schloss, zwei Kavaliershäuser und zwei Toranlagen sowie Brunnen (siehe Obj. 09253240, gleiche Anschrift), Grabstätte von Einsiedel als Gruftbau (siehe Obj. 09253239), Torwächterhaus (siehe Obj. 09253987, Hauptstraße 18), Gesindehaus (siehe Obj. 09253226, Zum Rittergut 2) sowie englischer Landschaftspark einschließlich sogenannter „ornamented farm“ und einzelner Eiche als Rest einer ehemaligen Allee (Gartendenkmal); orts-, bau-, sozial- und kulturgeschichtlich von Bedeutung. Eiche als Rest einer ehemaligen Allee (Flurst. 1760/1). | 09303227 |
| Weitere Bilder                          | Barockschloss Milkel (Einzeldenkmal zu ID-Nr. 09303227)                                                                                              | Schloß Milkel 1, 1a, 1b (Karte)                                   | 16. Jahrhundert | Einzeldenkmal der Sachgesamtheit Rittergut Milkel; orts-, bau-, sozial- und kulturgeschichtlich von Bedeutung. Stattlicher elfachsiger Bau mit dreiachsigem, giebelbekrönten Mittelrisalit, Mansarddach mit zwei runden dreigeschossigen Flankentürmen mit Kuppeldach, zweiarmige Freitreppe mit elegantem Schwung, korrespondierend mit dem Balkon der Beletage, Rückseite mit Loggia (Renaissancezitat, 19. Jahrhundert), Souterrain mit Brunnenbecken und Maske. | 09253240 |
| Weitere Bilder                          | Zwei Kavaliershäuser (Einzeldenkmal zu ID-Nr. 09303227)                                                                                              | Schloß Milkel 1, 1a, 1b (Karte)                                   | Um 1720 | Einzeldenkmal der Sachgesamtheit Rittergut Milkel; orts-, bau-, sozial- und kulturgeschichtlich von Bedeutung. Nebengebäude zweigeschossig mit Walmdächern und Fledermausgaupen. | 09253240 |
| Weitere Bilder                          | Zwei Toranlagen (Einzeldenkmal zu ID-Nr. 09303227)                                                                                                   | Schloß Milkel 1, 1a, 1b (Karte)                                   | Um 1920 | Einzeldenkmal der Sachgesamtheit Rittergut Milkel; orts-, bau-, sozial- und kulturgeschichtlich von Bedeutung | 09253240 |
| Weitere Bilder                          | Brunnen, Brücke und sechs Sandsteinskulpturen (Einzeldenkmal zu ID-Nr. 09303227)                                                                     | Schloß Milkel 1, 1a, 1b (Karte)                                   | 18. Jahrhundert (Statuen); 1917 (Brücke)                                                                                            | Einzeldenkmal der Sachgesamtheit Rittergut Milkel; orts-, bau-, sozial- und kulturgeschichtlich von Bedeutung, sechs Sandsteinskulpturen, Sichtachse im Park betont | 09253240 |
|                                         | Zwei Mord- und Sühnekreuze | Zum Großteich 1 (gegenüber) (Karte)                               | 15.–17. Jahrhundert | Ortsgeschichtlich von Bedeutung | 09253231 |
|                                         | Gesindehaus (Einzeldenkmal zu ID-Nr. 09303227) | Zum Rittergut 2 (Karte)                                           | 18. Jahrhundert | Einzeldenkmal der Sachgesamtheit Rittergut Milkel; stattliches, zweigeschossiges massives Wohnhaus mit steilem, dominanten Krüppelwalmdach mit Fledermausgaupen, baugeschichtlich und ortsgeschichtlich von Bedeutung, alte Biberschwanzdeckung | 09253226 |

## Milkwitz
| Bild                                    | Bezeichnung                                                                                 | Lage                                                         | Datierung                              | Beschreibung | ID       |
| --------------------------------------- | ------------------------------------------------------------------------------------------- | ------------------------------------------------------------ | -------------------------------------- | --- | -------- |
|                                         | Wohnhaus eines Gehöfts                                                                      | Milkwitz 2 (Karte)                                           | 2. Hälfte 18. Jahrhundert              | Obergeschoss Fachwerk, Giebel verbrettert, Dachüberstand, weitgehend original erhalten, einziges erhaltenes Beispiel seiner Art im Ort, baugeschichtlich von Bedeutung, Fenster in originaler Größe, bis 2012 irrtümlich unter Nummer 4 in der Denkmalliste | 09253025 |
| Weitere Bilder                          | Wohnmühlenhaus, Schneidemühle und Wirtschaftsgebäude mit Hakengrundriss eines Mühlengehöfts | Milkwitz 14 (Karte)                                          | 1. Hälfte 19. Jahrhundert              | Mühlenwohnhaus Obergeschoss Fachwerk verbrettert, Dachgaupen, Erdgeschoss Granitgewände, kleines Wirtschaftsgebäude: massiv, mit Resten von Putzgliederung, baugeschichtlich, ortsgeschichtlich und technikgeschichtlich von Bedeutung, Wohnhaus mit alter Biberschwanzdeckung | 09253023 |
| Direkt Bild zu diesem Denkmal hochladen | Rittergut und Gutspark Milkwitz (Sachgesamtheit)                                            | Milkwitz 17, 18, 19, 20, 21, 21a, 22, 23, 24, 25, 26 (Karte) | Um 1900 (im Kern wahrscheinlich älter) | Sachgesamtheit Rittergut Milkwitz mit folgenden Einzeldenkmalen: Brücke und Einfriedungsmauer sowie Haustür am ehemaligen Herrenhaus Nr. 26 (siehe Obj. 09301687, gleiche Anschrift), Gutspark (Gartendenkmal) sowie folgenden Sachgesamtheitsteilen: Herrenhaus Nr. 26, vier ehemaligen Wirtschaftsgebäude Nr. 18, 22, 23/24, 25, zwei Stallgebäude Nr. 19, 21a und zwei ehemalige Kavaliershäuser Nr. 20, 21 einer weitgehend authentisch erhaltenen Anlage um einen rechteckigen Wirtschaftshof; baugeschichtlich und ortsgeschichtlich von Bedeutung. - Herrenhaus mit originaler zweiflügeliger Haustür (Einzeldenkmal), Gebäude tot saniert. - Stallgebäude Nummer 19 mit originaler Kubatur und Proportionen, innen zwei Reihen originale schmiedeeiserne Säulen erhalten, preußische Kappen, Bruchsteinmauerwerk verputzt mit zum Teil großflächigen Ziegelausfüllungen, hofseitig Schüttöffnungen im Dachgeschoss, umlaufendes Ziegelprofil (Gurtband) über Erdgeschoss, Granitsockel, teilweise hofseitig veränderte Öffnungen. - Kavaliershäuser (Nummer 20, 21) an jeweilige Stallgebäude unmittelbar baulich angeschlossen, quadratischer Grundriss, Zeltdach - Park (Gartendenkmal): mit historischem Baumbestand, durch Brücke (Einzeldenkmal) mit kleiner kreisrunder Insel verbunden (diese lt. Auskunft von Landratsamt Bautzen/Untere Denkmalschutzbehörde ehemaliger Standort einer mittelalterlichen Wasserschlossanlage) | 09253022 |
| Direkt Bild zu diesem Denkmal hochladen | Brücke und Einfriedungsmauer (Einzeldenkmal zu ID-Nr. 09253022)                             | Milkwitz 26 (Karte)                                          | Um 1900 (Einfriedung)                  | Einzeldenkmal der Sachgesamtheit Rittergut; baugeschichtlich und ortsgeschichtlich von Bedeutung. Originale zweiflügelige Haustür, Holz, reich ornamentiert mit schmiedeeisernen Fenstervergitterungen, jugendstilig. | 09301687 |
| Direkt Bild zu diesem Denkmal hochladen | Haustür am ehemaligen Herrenhaus Nr. 26 (Einzeldenkmal zu ID-Nr. 09253022)                  | Milkwitz 26 (Karte)                                          | Um 1900                                | Einzeldenkmal der Sachgesamtheit Rittergut Milkwitz; ortsgeschichtlich von Bedeutung | 09301687 |

## Quoos
| Bild                                    | Bezeichnung                                                                     | Lage                | Datierung                                                      | Beschreibung | ID       |
| --------------------------------------- | ------------------------------------------------------------------------------- | ------------------- | -------------------------------------------------------------- | --- | -------- |
|                                         | Rittergut Quoos; Herrenhaus und ein Wirtschaftsgebäude des ehemaligen Gutshofes | Quoos 1, 1a (Karte) | Bezeichnet mit 1804 (Herrenhaus); um 1850 (Wirtschaftsgebäude) | Ortsbildprägende Anlage, baugeschichtlich und ortsgeschichtlich von Bedeutung. Herrenhaus mit Mansarddach, verputzt, Wirtschaftsgebäude in Bruchstein mit Krüppelwalmdach und Granitgewänden. Ehemaliges Rittergut (Nummer 1/1a). Herrenhaus, bezeichnet mit 1804. Stattlicher zweigeschossiger Barockbau mit Mansardwalmdach, die schlichte Putzfassade mit flachem dreiachsigem Mittelrisalit. Zweigeschossiges Wirtschaftsgebäude mit Krüppelwalmdach, um 1850. | 09253182 |
| Direkt Bild zu diesem Denkmal hochladen | Wohnstallhaus mit integriertem Wirtschaftsteil                                  | Quoos 26 (Karte)    | 2. Hälfte 19. Jahrhundert                                      | Einziges, im ursprünglichen Aussehen erhaltenes Haus in Holzbauweise im Ort, baugeschichtlich von Bedeutung, Obergeschoss Fachwerk, Fenster im Obergeschoss gesprosst und in originaler Größe, Erdgeschoss geringfügig verändert | 09253181 |

## Schwarzadler
| Bild                                    | Bezeichnung                                                                                            | Lage                   | Datierung                 | Beschreibung | ID       |
| --------------------------------------- | --- | ---------------------- | ------------------------- | --- | -------- |
| Direkt Bild zu diesem Denkmal hochladen | Wohnhaus, zwei Seitengebäude und Scheune eines Vierseithofes, mit intakter Hofpflasterung und Torbogen | Schwarzadler 9 (Karte) | 1. Hälfte 19. Jahrhundert | Wohnhaus Obergeschoss Fachwerk verputzt, ein Seitengebäude mit hölzernem Treppenaufgangm, Struktur von großer Seltenheit im nördlichen Landkreis, baugeschichtlich und wirtschaftsgeschichtlich von Bedeutung, Fenster des Wohnhauses in originaler Größe | 09253180 |

## Strohschütz
| Bild | Bezeichnung              | Lage                                                   | Datierung                  | Beschreibung | ID       |
| ---- | ------------------------ | ------------------------------------------------------ | -------------------------- | --- | -------- |
|      | Betkreuz mit Einfriedung | (Abzweig nach Strohschütz) (Karte)                     | Sockel bezeichnet mit 1884 | Regionalgeschichtlich von Bedeutung, profilierter Granitsockel mit sorbischer Inschrift gold und schwarz gefasstes Betkreuz, Kreuzenden mit Blattornament, Pietà unten mit weiterer Figur, gerahmt von ionischen Halbsäulen, darüber zwei Putti, schmiedeeiserner Einfriedung, bis 2012 irrtümlich unter Ortsteil Milkwitz in der Denkmalliste | 09253019 |
|      | Wegestein                | (200 m südlich vom Ortseingang Strohschütz) (Karte)    | 19. Jahrhundert            | Verkehrsgeschichtlich von Bedeutung, Granit | 09253018 |
|      | Betkreuz                 | (Ortsausgang Strohschütz, Richtung Sandhocken) (Karte) | Bezeichnet mit 1869        | Goldgefasstes Kruzifix auf profiliertem Granitsockel, regionalgeschichtlich von Bedeutung, Inschrift: „Anna Wosky“ und „1869“, bis 2012 irrtümlich unter Ortsteil Milkwitz in der Denkmalliste | 09253017 |
|      | Kreuzstein               | (an der Straße von Schmochtitz nach Loga) (Karte)      | Spätmittelalterlich        | Spätmittelalterlicher Stein mit Maltheserkreuz, ortsgeschichtlich von Bedeutung, mit Malteserkreuz (Kreuzstein 48, als Bodendenkmal erfasst), bis 2012 irrtümlich unter Ortsteil Milkwitz in der Denkmalliste | 09252234 |
|      | Betkreuz                 | Strohschütz 1 (bei) (Karte)                            | Sockel bezeichnet mit 1884 | Kruzifix auf 2 m hohem, profilierten Granitsockel, Inschrift sowie Dreieck „JHS“, regionalgeschichtlich von Bedeutung, bis 2012 irrtümlich unter Ortsteil Milkwitz in der Denkmalliste | 09253020 |
|      | Betkreuz                 | Strohschütz 2 (bei) (Karte)                            | Bezeichnet mit 1801        | Hölzernes Kruzifix an der Wohnhauswand des Vierseithofes, Christus mit Dornenkrone, regionalgeschichtlich von Bedeutung, Christusfigur stammt vom Betkreuz am Feldweg südöstlich des Ortes, mit späterem Holzkreuz, bis 2012 irrtümlich unter Ortsteil Milkwitz in der Denkmalliste                                                            | 09253021 |

## Teicha
| Bild                                    | Bezeichnung                            | Lage                        | Datierung                 | Beschreibung | ID       |
| --------------------------------------- | -------------------------------------- | --------------------------- | ------------------------- | --- | -------- |
| Direkt Bild zu diesem Denkmal hochladen | Wohnstallhaus mit integrierter Scheune | Raudener Straße 6 (Karte)   | 1. Hälfte 19. Jahrhundert | Obergeschoss Fachwerk verbrettert, Schmalseite verputzt, alter Dachstuhl, einziges, weitgehend ursprünglich erhaltenes Haus mit Holzkonstruktion im Ort, baugeschichtlich von Bedeutung, Fenster gesprosst und in originaler Größe | 09253224 |
| Direkt Bild zu diesem Denkmal hochladen | Wappen                                 | Zum Alten Vorwerk 2 (Karte) | 18. Jahrhundert           | Ortsgeschichtlich von Bedeutung | 09253241 |

## Tabellenlegende
- Bild: Bild des Kulturdenkmals, ggf. zusätzlich mit einem Link zu weiteren Fotos des Kulturdenkmals im Medienarchiv Wikimedia Commons. Wenn man auf das Kamerasymbol klickt, können Fotos zu Kulturdenkmalen aus dieser Liste hochgeladen werden:
- Bezeichnung: Denkmalgeschützte Objekte und ggf. Bauwerksname des Kulturdenkmals
- Lage: Straßenname und Hausnummer oder Flurstücknummer des Kulturdenkmals. Die Grundsortierung der Liste erfolgt nach dieser Adresse. Der Link (Karte) führt zu verschiedenen Kartendiensten mit der Position des Kulturdenkmals. Fehlt dieser Link, wurden die Koordinaten noch nicht eingetragen. Sind diese bekannt, können sie über ein Tool mit einer Kartenansicht einfach nachgetragen werden. In dieser Kartenansicht sind Kulturdenkmale ohne Koordinaten mit einem roten bzw. orangen Marker dargestellt und können durch Verschieben auf die richtige Position in der Karte mit Koordinaten versehen werden. Kulturdenkmale ohne Bild sind an einem blauen bzw. roten Marker erkennbar.
- Datierung: Baubeginn, Fertigstellung, Datum der Erstnennung oder grobe zeitliche Einordnung entsprechend des Eintrags in der sächsischen Denkmaldatenbank
- Beschreibung: Kurzcharakteristik des Kulturdenkmals entsprechend des Eintrags in der sächsischen Denkmaldatenbank, ggf. ergänzt durch die dort nur selten veröffentlichten Erfassungstexte oder zusätzliche Informationen
- ID: Vom Landesamt für Denkmalpflege Sachsen vergebene, das Kulturdenkmal eindeutig identifizierende Objekt-Nummer. Der Link führt zum PDF-Denkmaldokument des Landesamtes für Denkmalpflege Sachsen. Bei ehemaligen Kulturdenkmalen können die Objektnummern unbekannt sein und deshalb fehlen bzw. die Links von aus der Datenbank entfernten Objektnummern ins Leere führen. Ein ggf. vorhandenes Icon  führt zu den Angaben des Kulturdenkmals bei Wikidata.

## Ausführliche Denkmaltexte
1. ↑  Dehio – Handbuch der deutschen Kunstdenkmäler / Sachsen Band 1:

Alte kath. Pfarrkirche. Im 15. Jahrhundert erbaut, nur noch der dreiseitig geschlossene, von Strebepfeilern umgebene Chor mit Sakristei erhalten, das Schiff 1896 nach einem Neubau an anderer Stelle abgerissen. Restaurierung 1995/96. Stimmungsvoller Innenraum, Tonnengewölbe mit Stichkappen, bezeichnet 1680, die Ansätze der Stichkappen mit Engelsköpfen. Exemplarisch an einem Fenster freigelegte gotische Malerei einer gequaderten Rahmung sowie unterhalb des Fensters ein Weihekreuz. An der Nordseite Malerei vermutlich um 1680, unter einem prächtigen Baldachin reiche Draperie und um eine Konsole geschwungene Palmenzweige. Dazwischen ein gotisches Sakramentshäuschen mit filigranem Astwerk, bezeichnet 1519, mit hl. Barbara und Jakobus d. Ä. mit Steinmetzzeichen des Wolff Hrabisch (Kirche in Göda, Kr. Bautzen). In der Sakristei unvollständiges Netzgewölbe, die doppelt gekehlten Rippen bemalt, die rechteckigen Schlusssteine am Gewölbeansatz aufgemalt. Ausstattungsstücke in der Neuen Kirche.
2. ↑  Dehio – Handbuch der deutschen Kunstdenkmäler / Sachsen Band 1:

Neue kath. Pfarrkirche, Rosenkranzkirche. Mächtige neuromanische Pfeilerbasilika, 1895 von Ernst Giese errichtet. Bruchsteinbau, das lange Schiff mit Lisenen und Rundbogenfriesen, Satteldach, eingezogener Chor mit Apsis und rundbogigen Blendbögen sowie Anbauten. Die als Zweiturmfassade geplante Westseite nur mit massivem Nordturm mit Faltdach ausgeführt. Rundbogiges, von Säulen gerahmtes Portal mit Freitreppe, darüber in einer Nische Maria mit Christuskind als Himmelskönigin auf einer Mondsichel, Dreieckgiebel. Weiträumiger Innenraum, das Mittelschiff mit offenem, farbig gefasstem Dachstuhl, die Seitenschiffe mit flachen Holzbalkendecken. Der Triumphbogen bemalt mit Ranken und Medaillons mit Evangelisten, in der Kalotte der Chorapsis Christus in einer Mandorla und die Evangelistensymbole. Im Westen über der Eingangshalle geräumige Empore. Zahlreiche Ausstattungsstücke aus der Erbauungszeit der Kirche, besonders hervorzuheben das aufwendige Altarziborium sowie die beiden Seitenaltäre. Aus der alten Pfarrkirche mehrere Ausstattungsstücke: Schöne barocke Verkündigungsgruppe, Holz, farbig gefasst, Ende 17. Jahrhundert. Bewegte Figuren von Petrus- und Paulus, Holz, farbig gefasst, um 1690. Anna Selbdritt, Holz mit Resten einer modernen Fassung, um 1490. Vermutlich spätgotische Madonnenfigur und zehn kleine Apostel, Holz, farbig gefasst, mit modernen Ergänzungen. Reich gestaltete Holztaufe mit kurzem Fuß und hoher Kuppa, Ende 18. Jahrhundert, farbig gefasst, der Deckel mit Puttenköpfen vor Volutenanschwüngen und bekrönender Figurengruppe der Taufe Christi. Jehmlich-Orgel von 1883, von Eule 1938 umgebaut.
3. ↑  Dehio – Handbuch der deutschen Kunstdenkmäler / Sachsen Band 1:

Evangelische Pfarrkirche. Neugotische Saalkirche, Anfang 14. Jahrhundert, nach einem Brand 1550 neu erbaut, 1616 erweitert, 1744, 1827 und 1838 umfassende Reparaturarbeiten, 1857 Neubau unter Einbeziehung älterer Teile, 1890 innen erneuert. Von Strebepfeilern umgebener Putzbau mit Rundbogenfenstern, eingezogenem dreiseitig geschlossenem Chor sowie Anbauten an der Ost- und Nordseite, Satteldach. Massiver quadratischer Westturm, das Glockengeschoss mit abgeschrägten Ecken, abgeknicktes Helmdach. Turm und Westfassade mit Lisenen und Rundbogenfriesen gestaltet. Der Innenraum mit flacher, durch ein schmales Gesims abgesetzter Putzdecke. Eingeschossige, schlicht gefasste Holzemporen an drei Seiten. An der Nordseite des Chores Logen mit Rundbogen- und Segmentbogenfenstern sowie Buntglasfenster mit den Evangelisten umgeben von Weinreben, 2. Hälfte 19. Jahrhundert, bezeichnet mit „W. Franke“.
Ausstattung: Prächtiger, weiß-gold gefasster Kanzelaltar aus Holz, bezeichnet mit 1686. Neben der Altarmensa große rankengeschmückte Konsolen mit Putten, auf denen Postamente mit Säulen stehen. Dazwischen die Kanzel, gestützt von einem mit reichem Rankenwerk umgebenen Engel, der Kanzelkorb mit Hochrelief, Darstellung der Dreifaltigkeit, seitlich der Kanzel kräftige Festons. Über der rundbogigen Kanzeltür mit Muschel ein Rankenfries sowie ein abschließendes, sich über den Säulen verkröpfendes Gesims und seitliche Anschwünge. Neben den Säulen Petrus und Paulus mit reich drapierten Gewändern. Der Giebel des Altars mit einer ovalen Bildtafel mit der Geburt Christi, umrahmt von reichem Rankenwerk. Seitlich, über den Säulen, zwei Engel mit Palmenzweigen. Auf dem abschließenden Rundgiebel ein Kruzifix und zwei Putten. Weiß-gold gefasste Holzkanzel, 18. Jahrhundert, auf einer Säule ruhende Kuppa mit Blattranken bemalt, der Deckel mit einer großen stilisierten Blüte. Schuster-Orgel von 1950. Großes Sandstein-Epitaph für Johann von Ponickau († 1721), über einem Sockel mit Wappen eine große Schriftkartusche mit Ranken, auf seitlichen Postamenten zwei gefasste weibliche Holzfiguren, Ecclesia und Fortitudo. Auf dem abschließenden Segmentgiebel eine bewegte Chronosfigur und zwei trauernde Putten.
An den Außenwänden Sandstein-Grabmal der Katharina von Schreibersdorf († 1604), Relief einer betenden Frau mit Haube und Umhang. Denkmal des Joseph von Gersdorf (?, † 1608), ganzfiguriges Relief eines Ritters. Denkmal des Heinrich von Gersdorf († 1628), Ritter in vollständiger Rüstung mit Feldbinde. Denkmal des Melchior von Löben († 1617), vor einer angedeuteten Nische mit Rankenwerk Ritter in prächtiger Rüstung mit Feldbinde, seitlich Wappen, halbkreisförmiger Aufsatz mit Inschrift.